# Шліхтер Олександр Григорович
Шлі́хтер Олекса́ндр Григо́рович (20 серпня [1 вересня] 1868, Лубни  — 2 грудня 1940, Київ) — професійний революціонер, більшовицький партійний і державний діяч, учений-економіст. Партійні псевдоніми — Ананьїн, Апрелєв, Євгеньєв, Никодим, Нестеров та інші. Доктор економічних наук (1935). Академік АН УРСР (1929) і АН Білоруської РСР (1934). Віце-президент АН УРСР (1931—1938). Член ЦК КП(б)У в травні 1924 — червні 1938 р. Кандидат у члени Організаційного бюро ЦК КП(б)У в травні 1924 — листопаді 1927 р. Кандидат у члени Політичного бюро ЦК КП(б)У в жовтні 1926 — липні 1937 р. Був членом ВЦВК, ЦВК СРСР, ВУЦВК. Чоловік Євгенії Самійлівни Шліхтер.

## Біографія

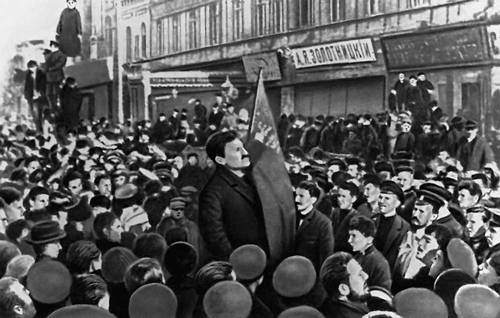
Виступ Шліхтера перед демонстрантами в Києві. Жовтень 1905 року

Народився 20 серпня (1 вересня) 1868 року в місті Лубнах Полтавської губернії (нині Полтавської області) в сім'ї дрібного ремісника-столяра — на той момент підданого королівства Вюртемберг, розташованого в південно-західній частині Німеччини. Дід Олександра 1818 року емігрував до Російської імперії, поселився в Полтавській губернії, одружився тут із козачкою Мелахненко. Так що Олександр на чверть був німцем, а на три чверті — українцем. 1882 року дід і батько прийняли російське підданство, Олександр зробив це дещо пізніше — під час навчання в Харківському університеті.
До вступу в університет хлопець навчався в класичній гімназії: перші шість років у Лубнах, у двох старших класах — у Прилуках. За два тижні до випускних іспитів Олександра та ще трьох його товаришів виключили з гімназії. Вони організували страйк гімназистів Прилуцької гімназії на знак співчуття загальностудентському страйковому рухові, що спалахнув наприкінці 1887 року після публічного ляпасу, даного в театрі студентом Московського університету Синявським ненависному інспектору студентів Бризгалову.
У 1889 році Олександр екстерном склав іспити в Лубенській гімназії та вступив на природничий відділ фізико-математичного факультету Харківського університету. Вже на початку другого курсу юнака виключили з університету (на першому курсі він проходив як свідок у справі заарештованого студента Київського університету Горба — товариша Шліхтера по Прилуцькій гімназії). Оскільки клопотання про дозвіл знову вступити до університету не увінчалося успіхом, Олександр у 1890 році поїхав навчатися за кордон — на медичному факультеті Бернського університету (Швейцарія).
У Берні у 1891 році виник студентський соціал-демократичний гурток, до якого входили Олександр Шліхтер, Євгенія Лувіщук (теж студентка медичного факультету, майбутня дружина Олександра), студент філософського факультету Лев Хінчук та інші.
Від 1892 року проводив соціал-демократичну роботу на Полтавщині. 1893 року за революційну діяльність ув'язнено до Лук'янівської тюрми та Косого капоніру.
Від 1895 року на засланні у місті Сольвичегодську Вологодській губернії. У 1896 році переведений до міста Самари.
У 1901—1902 роках член Тульського, у 1902—1904 роках — Київського, у 1907—1908 роках — Московського комітетів РСДРП.
У 1905 році — один із керівників революційної боротьби в Києві, організатор страйку службовців Південно-Західної залізниці, де працював статистиком. Після поразки революції 1905 року деякий час проживав у Швейцарії, потім переїхав до Виборга, вів революційну роботу в Петербурзі та Фінляндії. Наприкінці 1906 року як представник ЦК РСДРП переїхав до Москви, працював у Московському комітеті РСДРП.
1908 року заарештований в місті Ярославлі та 1909 року засланий на довічне поселення в село Ялонь Єнисейської губернії Східного Сибіру.
Після Лютневої революції 1917 року — член виконкому Красноярської ради та Середньосибірського обласного бюро РСДРП. Делегат 6-го з'їзду РСДРП(б) в Петрограді. З червня 1917 року — член Московського комитету РСДРП(б), голова Басманної районної думи Москви, член Московської міської думи, голова загальномосковського бюро районних дум. У жовтневі дні 1917 року — комісар Московского військово-революційного комітету з продовольства в Москві та губернії.
У 1917—1918 роках — народний комісар земельних справ, народний комісар продовольчих справ РРФСР. З 1918 року — надзвичайний продовольчий комісар РНК РРФСР у Сибіру, Вятській, Пермській та Уфимській губерніях.
Член Тимчасового Робітничо-Селянського Уряду України. У 1919 році — народний комісар продовольчих справ УРСР.
У 1920—1921 роках — голова Тамбовського губернського виконавчого комітету; під час його головування спалахуло Тамбовське повстання. Шліхтер виступив на чолі карального загону проти повстанців, зазнав поразки і втік до Тамбова.
У 1921 році — член колегії Народного комісаріату закордонних справ РРФСР; член колегії Народного комісаріату зовнішньої торгівлі РРФСР; голова особливої комісії ЦК РКП(б) із обслідування зберігання державних цінностей. У 1921—1922 роках — голова змішаної російсько-фінляндської комісії із здійснення мирного договору.
З 1 березня 1922 по 23 травня 1923 року — дипломатичний представник РРФСР в Австрії.
З травня по жовтень 1923 року — голова правління Всеукраїнської кооперативної спілки «Вукопспілки» Української СРР.
У 1923—1927 роках — уповноважений Народного комісаріату закордонних справ СРСР при Раді народних комісарів Української СРР. Одночасно в 1924—1927 роках — ректор Комуністичного університету імені Артема в Харкові.
У січні 1927 — 25 грудня 1929 року — народний комісар земельних справ Української СРР. Одночасно у 1928—1929 роках — головний редактор журналу «Вісник сільськогосподарської науки та дослідної справи».
29 червня 1929 року обрано дійсним членом Всеукраїнської академії наук, у 1929—1930 роках — голова її соціально-економічного відділення, в 1931—1938 роках — віцепрезидент Академії наук Української РСР.

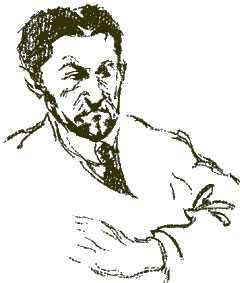
Олександр Шліхтер. Робота графіка Юрія Арцибушева

1930 року очолив Інститут соціалістичної перебудови сільського господарства, від 1934 — Раду з вивчення продуктивних сил УРСР. Голова Комітету «Великого Дніпра» (1932).
У 1930—1933 роках — директор Українського інституту марксизму-ленінізму, а після його реорганізації — президент Всеукраїнської асоціації марксистсько-ленінських інститутів.

### Сім'я
Дружина — революціонерка, українська культурно-освітня діячка Шейна Шмулівна Лувіщук. Син — Борис. Онук — російський географ.

### Підсумок життя
Олександр Григорович Шліхтер помер 2 грудня 1940 року в Києві на 73-му році життя. Офіційний некролог у «Вістях АН УРСР» (№ 10 за 1940 рік) підписали академіки АН УРСР Олександр Богомолець, Олександр Палладін, Андрій Сапєгін, Борис Чернишов, Олександр Леонтович, Михайло Калинович, Микола Гришко.
Володимир Вернадський, занотувавши в щоденнику, що 2 грудня 1940 року помер академік Української академії наук Олександр Шліхтер, зауважив, що дуже мало знав його, особисто познайомився 1939 року на вече́рі в Євгена Бурксера в Києві, а потім уже зовсім хворим, помираючим бачив («здається, 1940 року») у підмосковному санаторії Академії наук «Узкое». А далі Вернадський дав коротеньку характеристику Шліхтеру: «Він зіграв дуже помітну роль в історії Української академії наук, підтримав Богомольця. Це був старий ідейний більшовик, освічений» .
Помер у Києві 2 грудня 1940 року. Похований на Байковому кладовищі (ділянка № 9).

### Шліхтер іГолодомор
Академік Шліхтер був неоднозначною постаттю в українській науці й політиці.
Після XV з'їзду партії йшла інтенсивна робота по розробці першого п'ятирічного плану. Шліхтер вважав, що заготовельна криза 1927 року крилась в індивідуальній власності сільських господарств, які не вписувалися в планову економіку.
Колективізація вважалась обов'язковою, а її передумовами були: організації громадських сівозміни при сільськогосподарських кооперативах та організація пересувних колон радгоспів. Земгромада із можливістю здійснювати обов' язкові для всіх сівозміни мала бути передумовою для усуспільнення інших ланок виробництва.
Селянина, особливо середняка, мінімальна ступінь усуспільнення засобів виробництва, схожа на кооператив, влаштовувала більше всього. Ні такі форми організації, ні темпи колективізації не влаштовували ні Сталіна, ні лінію партії. Плани Шліхтера було відкинуто, а самого знято з посади наприкінці 1929 року.

## Вшанування пам'яті
У Києві було встановлено дві меморіальні дошки Олександрові Шліхтеру:
- 12 грудня 1959 року відкрито мармурову меморіальну дошку (архітектор І. Л. Шмульсон) на будинку № 5 на вулиці Рєпіна (тепер Терещенківська вулиця), де в 1936—1940 роках мешкав Олександр Григорович (тоді це була вулиця Чудновського);
- 1962 року відкрито мармурову меморіальну дошку (архітектор П. Є. Захарченко) на будинку Управління Південно-Західної залізниці (вулиця Миколи Лисенка, 6), де Шліхтер працював у 1902–1906 роках.

На честь Шліхтера до 2015 року було названо вулицю (нині — Вифлеємська вулиця) у Дніпровському районі Києва (Соцмістечко).
1967 року в Лубнах у сквері біля середньої школи № 1 (колишня гімназія, в якій навчався Шліхтер) на вулиці Леніна (нині — Ярослава Мудрого) було встановлено пам'ятник Шліхтеру. Це був гранітний бюст заввишки 1,7 м, розміщений на високому прямокутному постаменті (1,75х0,74х0,55 м) та стилобаті з червоного бутобетону. На передній площині пам'ятника було вирізьблено напис «Шліхтер Олександр Григорович 1868—1940». Автори — скульптор С. М. Рихва, архітектори С. М. Консулов, В. І. Семенюта.
1988 року було випущено серію з восьми сірникових етикеток, присвячену 1000-річчю міста Лубни. На одній з етикеток було зображено пам'ятник Шліхтеру .
До наших днів пам'ятник не зберігся. У 1993 році його розбили активісти українського національного руху. Незабаром погруддя відновили, проте у 1997 році воно знову зникло — тепер уже назавжди. Дев'ять років перед школою стояв порожній постамент, аж поки у 2006 році її керівництво не звернулося до міської влади з проханням прибрати залишки пам'ятника. Тепер на його місці розбито квіткову клумбу.

## Твори
Шліхтер — автор економічних, історичних і публіцистичних праць. Зокрема, він обґрунтовував економічну доцільність АІКів.
- Вибрані твори (Київ, 1959).
- «Ілліч, яким я його знав» (Москва, 1970) — російською мовою.